# Schramm (film)
Pour les articles homonymes, voir Schramm.
Pour plus de détails, voir Fiche technique et Distribution.
Schramm est un film allemand réalisé par Jörg Buttgereit sorti en 1993.

## Synopsis
Lothar Schramm, chauffeur de taxi, mène une vie apparemment normale et entretient une relation purement amicale avec sa voisine, Marianne, une prostituée. Derrière cette façade, cependant, un tueur en série souffrant de graves problèmes de santé mentale perd de plus en plus de vue la frontière entre la réalité et sa propre fiction.

## Fiche technique
- Titre : Schramm
- Réalisation : Jörg Buttgereit assisté de Franz Rodenkirchen
- Scénario : Jörg Buttgereit, Franz Rodenkirchen
- Musique : Max Müller, Gundula Schmitz
- Photographie : Manfred O. Jelinski
- Son : Clemens Schwender
- Montage : Jörg Buttgereit, Franz Rodenkirchen, Manfred O. Jelinski
- Production : Manfred O. Jelinski
- Sociétés de production : Jelinski & Buttgereit
- Pays d'origine :  Allemagne
- Langue : allemand
- Format : Couleur - 1,33:1 - Mono - 35 mm
- Genre : Horreur
- Durée : 65 minutes
- Dates de sortie :
  -  Allemagne : 31 décembre 1993.

## Distribution
- Florian Koerner von Gustorf : Lothar Schramm
- Monika M. : Marianne
- Micha Brendel : L'homme croyant
- Carolina Harnisch : La femme croyante
- Xaver Schwarzenberger : Le premier vieil homme
- Gerd Horvath : Le deuxième vieil homme
- Michael Brynntrup : Jesus